# Функциональный анализ
Функциона́льный ана́лиз — раздел анализа, в котором изучаются бесконечномерные топологические векторные пространства и их отображения.
Наиболее важными примерами таких пространств являются пространства функций (отсюда и произошло название «функциональный анализ»).
В различных источниках в качестве разделов функционального анализа рассматриваются теория меры и интеграла, теория функций, теория операторов, дифференциальное исчисление на бесконечномерных пространствах. Во второй половине XX века функциональный анализ пополнился целым рядом более специальных разделов, построенных на базе классических.
Функциональный анализ находит применение во многих точных науках; многие важнейшие теоретические конструкции описаны языком функционального анализа. В частности, в начале XXI века функциональный анализ широко применяется в теории дифференциальных уравнений, математической физике, теоретической физике (в том числе, квантовой механике, теории струн), теории управления и оптимизации, теории вероятностей, математической статистике, теории случайных процессов и других областях. Теория преобразования Фурье, используемая во многих областях науки и техники (например, в теории обработки изображений), также может рассматриваться как часть функционального анализа.

## Некоторые понятия функционального анализа
Например — пространства непрерывных функций, пространства интегрируемых функций.
Важную роль играют такие понятия, как мера, метрика, норма, скалярное произведение.
Для рассмотрения отображений пространств вводятся такие термины, как «оператор» и «функционал».

## История
Развитие функционального анализа связано с изучением преобразования Фурье, дифференциальных и интегральных уравнений. Большой вклад в развитие и становление функционального анализа внёс польский математик Стефан Банах.
Изучение представления функций с помощью преобразования Фурье было привлекательно, к примеру, потому, что для определённых классов функций можно континуальный набор точек (значения функции) охарактеризовать счётным набором значений (набором коэффициентов).
Методы функционального анализа быстро приобрели популярность в различных областях математики и физики в качестве мощного инструмента. Значительную роль при этом сыграла теория линейных операторов:
Функциональный анализ за последние два десятилетия настолько разросся, настолько широко и глубоко проник почти во все области математики, что сейчас даже трудно определить самый предмет этой дисциплины. Однако в функциональном анализе есть несколько больших «традиционных» направлений, которые и поныне в значительной степени определяют его лицо. К их числу принадлежит и теория линейных операторов, которую иногда называют становым хребтом функционального анализа.

Именно через теорию операторов функциональный анализ столкнулся с квантовой механикой, дифференциальными уравнениями, теорией вероятности, а также рядом прикладных дисциплин.Костюченко А. Г., предисловие редактора перевода к книге  1962 года
В конце 90-x годов XX в. в копилку функционального анализа добавилась тема, посвящённая вейвлет-преобразованиям. Эта тема пришла из практики как попытка построений новых базисов функциональных пространств, обладающих дополнительными свойствами, к примеру, хорошей скоростью сходимости приближений. Вклад в развитие внесла И. Добеши.

## Ключевые результаты
- Принцип равномерной ограниченности применимый к набору операторов с точной границей.
- Принцип открытости отображения. Как её следствия — теорема Банаха об ограниченности линейного оператора, обратного биективному линейному ограниченному оператору, теорема о замкнутом графике.
- Теорема Хана — Банаха о расширении функционала с подпространства на полное пространство, расширенное с сохранением нормы. Суть нетривиальный смысл в сопряжённых пространствах.
- Одна из спектральных теорем (которых в действительности больше чем одна), дающая интегральную формулу для нормального оператора в Гильбертовом пространстве. Это теорема центральной важности для математического обоснования квантовой механики.
- Теорема Гельфанда — Наймарка
- Теорема Рисса — Фреше

## Направления исследований
Функциональный анализ в его современном состоянии включает следующие ветви:
- Мягкий анализ. Аппроксимация для анализа, основанного на топологических группах, топологических кольцах и топологических векторных пространствах.
- Геометрия банаховых пространств.
- Некоммутативная геометрия. Разработана Аленом Конном, частично построена на аппроксимации Джорджа Маки (George Mackey) в эргодической теории.
- Теория изображений. Связана с квантовой механикой.
- Квантовый функциональный анализ. Исследование пространств операторов вместо пространств функций.
- Нелинейный функциональный анализ. Исследование нелинейных задач, бифуркаций, устойчивости гладких отображений, деформаций особенностей и др. в рамках функционального анализа.